# Gare de Numanohata
La gare de Numanohata (沼ノ端駅, Numanohata-eki) est une gare ferroviaire de la ville de Tomakomai, à Hokkaidō au Japon. La gare est exploitée par la compagnie JR Hokkaido.

## Situation ferroviaire
Gare de bifurcation, Numanohata est située au point kilométrique (PK) 144,0 de la ligne principale Muroran. Elle marque le début de la ligne Chitose.

## Historique
La gare de Numanohata a été inaugurée le 1er février 1898.

## Service des voyageurs

### Accueil
La gare dispose d'un bâtiment voyageurs, avec guichets, ouvert tous les jours.

### Desserte
- Ligne principale Muroran :
  - voie 1 : direction Tomakomai, Higashi-Muroran et Muroran
  - voie 2 : direction Tomakomai
  - voie 3 : direction Oiwake et Iwamizawa

- Ligne Chitose :
  - voie 3 : direction Sapporo